# トマス・ニヴィット (初代ニヴィット男爵)

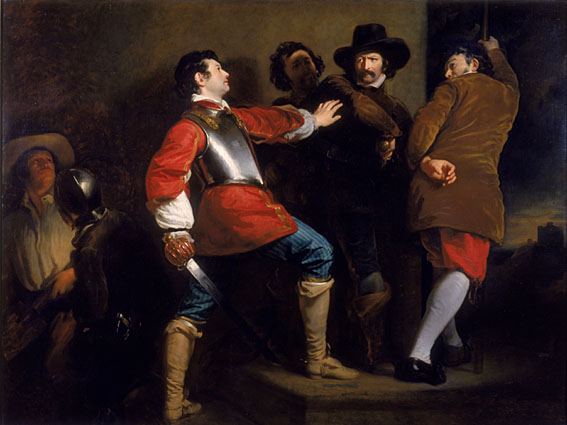
火薬陰謀事件の露見とガイ・フォークスの逮捕（ヘンリー・ペロネ・ブリッグス作、1823年）

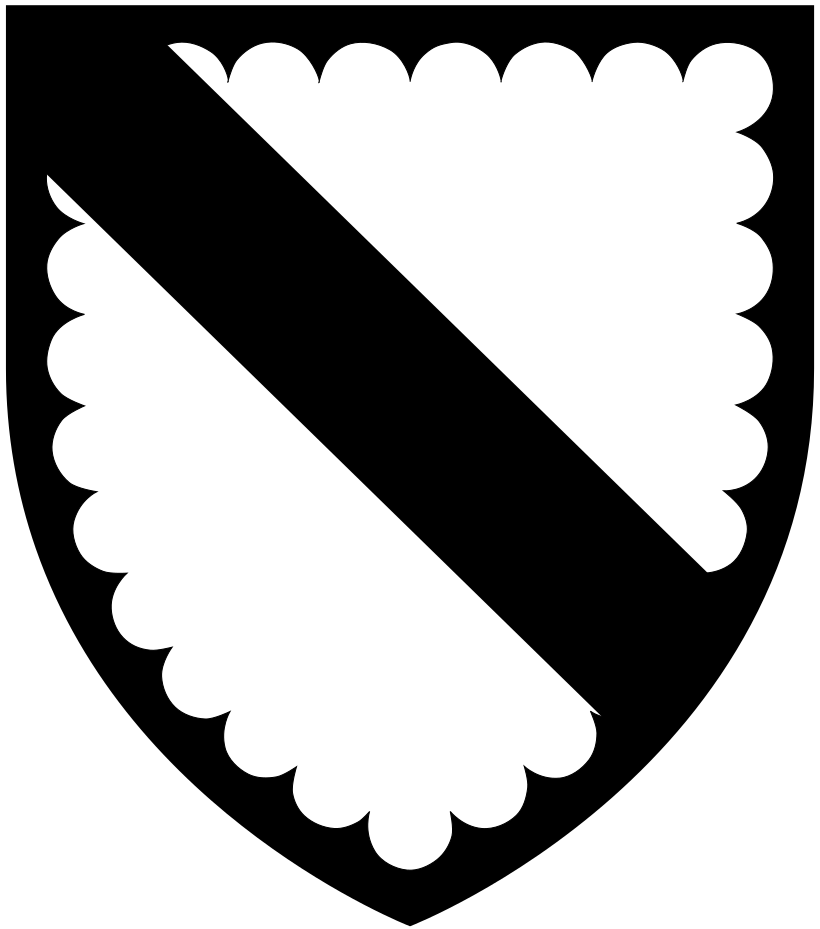
ニヴィット家の紋章

初代ニヴィット男爵トマス・ニヴィット（Thomas Knyvet, 1st Baron Knyvet、[nɪvɪt]、1545年 - 1622年7月27日）は、イングランドの廷臣、庶民院議員（のち貴族院議員）。火薬陰謀事件においてガイ・フォークスを発見・拘束した者として知られる。
ニヴィットの綴りには、Knevytt, Knyvett, Knevett, Knevittがある。

## 出自
1545年に、トマス・ニヴィットはウィルトシャーのチャールトンのサー・ヘンリー・ニヴィットの次男として生まれた。母アン・ピッカリングは、ウェストモアランドのキリングトンのサー・クリストファー・ピッカリングの娘だった。彼の姪にあたるキャサリン・ニヴィットは初代サフォーク伯トマス・ハワードに嫁いでいる。
1597年7月21日に、サー・ローランド・ヘイワードの娘で、エセックスのクレイベリーのリチャード・ウォーレンの未亡人であるエリザベス・ヘイワードと結婚した。

## 経歴
ケンブリッジ大学のジーザス・カレッジで学んだ後、エリザベス女王時代の王宮私室の使用人（Gentleman of the Privy Chamber）として王室に仕え、1592年にMaster at Armsに任命された。1601年にセットフォード選出の代議士となり、1599年から1621年までは王立造幣局長官も務めた。
1603年にスタンウェルの荘園を与えられ、1604年にナイト爵を受爵した。

### 火薬陰謀事件
火薬陰謀事件において、その阻止に最も決定的な役割を果たしたのがニヴィットであった。
1605年10月26日、モンティーグル男爵は11月5日に貴族院（ウェストミンスター宮殿）で行われる議会開会式への出席を見送るように警告する匿名の手紙を受け取った。男爵は即座にこれを国王秘書長官ロバート・セシルに提出した。その後、11月1日に狩りよりロンドンに戻ってきたジェームズ1世に手紙が渡され、それを読んだジェームズはウェストミンスター宮殿の周りを探索するように命じた。
11月4日の深夜、ニヴィットはエドモンド・ダブルデイと共に探索を行い、0時頃に貴族院の真下にあたる地下室にてテロの実行犯であったガイ・フォークスを発見し拘束した。そして地下室内には薪や石炭の山の下から大量の火薬樽が発見された。

### 男爵を受爵
事件後にメアリー王女（1605年-1607年）の養育係に抜擢されたが彼女は短命だった。1607年に王室より授爵され、ヨークシャー州エスクリックの初代ニヴィット男爵となり、同時に貴族院議員資格を得た。枢密顧問官、アン王妃の諮問委員、王立造幣局長官などを歴任した。1613年にステインズの荘園を譲り受けた。
第17代オックスフォード伯爵エドワード・ド・ヴェールとは長年にわたる確執があったが、ニヴィットの姪アン・ヴァヴァスールは伯爵の愛人となり、非嫡出子を産んでいる。

## 死去

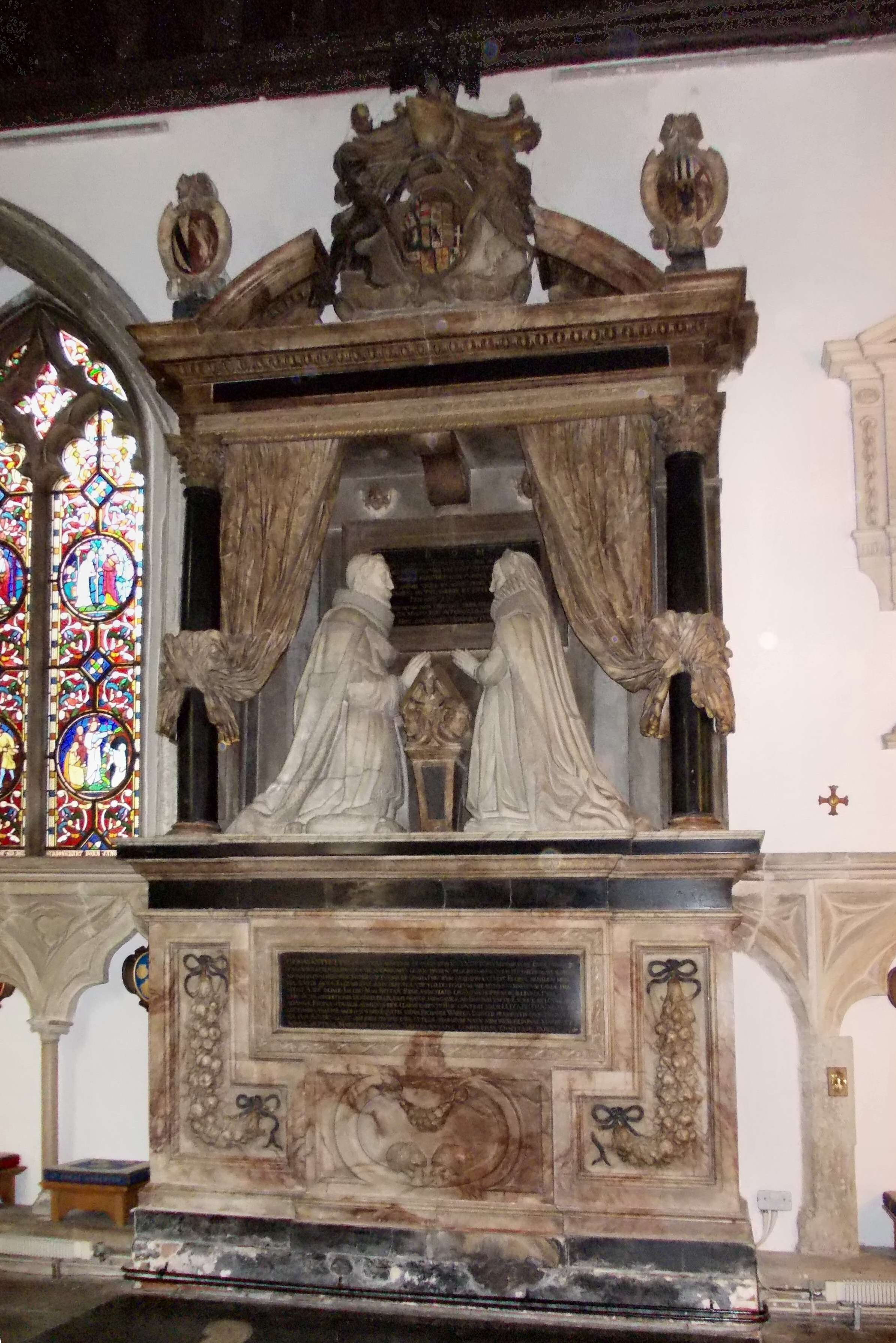
スタンウェルの教会にあるニヴィット男爵の記念碑

ニヴィットは1622年7月に亡くなった。彼の遺言によりスタンウェルに自由学校を設立することになり、1624年にロード・ニヴィット学校（the Lord Knyvet School）が設立された。スタンウェルのセント・メアリー教区教会にはニヴィット夫妻の肖像画が飾られている。